# پلیس زن (فیلم ایتالیایی)
پلیس زن (ایتالیایی: La poliziotta) یک فیلم کمدی ایتالیایی به کارگردانی استنو است که در سال ۱۹۷۴ منتشر شد.

## بازیگران
- ماری‌آنجلا ملاتو
- اوراتسیو اورلاندو
- ماریو کاروتنوتو
- رناتو پوتستو
- آرماندو برانچا
- رناتو اسکارپا
- جانفرانکو بارا
- آلبرتو لیونلو
- آلوارو ویتالی
- پیا ولسی